# Badrallach
Badrallach (Schots-Gaelisch:  Am Bad Ràilleach) is een dorp in de Schotse lieutenancy Ross and Cromarty in het raadsgebied Highland op de noordelijke oever van Little Loch Broom.